# Håvard Nielsen
Håvard Kallevik Nielsen (ur. 15 lipca 1993 w Oslo) – norweski piłkarz grający na pozycji napastnika. Od 2014 roku jest zawodnikiem klubu Eintracht Brunszwik, do którego jest wypożyczony z Red Bull Salzburg.

## Kariera piłkarska
Swoją karierę piłkarską Nielsen rozpoczął w klubie Oppsal IF. W 2007 roku podjął treningi w Vålerenga Fotball. W 2009 roku awansował do kadry pierwszego zespołu. 5 października 2009 zadebiutował w Tippeligaen w wygranym 3:1 domowym meczu z Vikingiem. W 2010 roku wywalczył wicemistrzostwo Norwegii. W 2011 roku stał się podstawowym zawodnikiem Vålerengi. 19 marca 2011 w wygranym 2:0 wyjazdowym meczu z Vikingiem strzelił swojego pierwszego gola w norweskiej lidze.
W 2012 roku Nielsen przeszedł do Red Bulla Salzburg. W Bundeslidze zadebiutował 4 sierpnia 2012 w zwycięskim 2:0 wyjazdowym meczu z Wolfsbergerem AC. Pierwszą bramkę dla Red Bulla w rozgrywkach ligowych zdobył 18 sierpnia 2012 w wyjazdowym meczu z Admirą Wacker Mödling (4:4).
W 2014 roku Nielsen został wypożyczony do Eintrachtu Brunszwik.
| Sezon   | Klub                | Kraj     | Rozgrywki     | Mecze | Bramki |
| ------- | ------------------- | -------- | ------------- | ----- | ------ |
| 2009    | Vålerenga Fotball   | Norwegia | Tippeligaen   | 1     | 0      |
| 2010    | Vålerenga Fotball   | Norwegia | Tippeligaen   | 1     | 0      |
| 2011    | Vålerenga Fotball   | Norwegia | Tippeligaen   | 28    | 3      |
| 2012    | Vålerenga Fotball   | Norwegia | Tippeligaen   | 16    | 6      |
| 2012/13 | Red Bull Salzburg   | Austria  | Bundesliga    | 24    | 3      |
| 2013/14 | Red Bull Salzburg   | Austria  | Bundesliga    | 7     | 0      |
| 2013/14 | Eintracht Brunszwik | Niemcy   | Bundesliga    | 16    | 2      |
| 2014/15 | Eintracht Brunszwik | Niemcy   | 2. Bundesliga |       |        |

## Kariera reprezentacyjna
Nielsen występował w młodzieżowych reprezentacjach Norwegii na różnych szczeblach wiekowych. W dorosłej reprezentacji zadebiutował 14 listopada 2012 w wygranym 2:0 towarzyskim meczu z Węgrami, rozegranym w Budapeszcie. W debiucie zdobył gola.